# Ojhiv, Baranivka
Ojhiv (în ucraineană Ожгів) este un sat în așezarea urbană Mareanivka din raionul Baranivka, regiunea Jîtomîr, Ucraina.

## Demografie
Componența lingvistică a localității Ojhiv
     Ucraineană (100%)
Conform recensământului din 2001, toată populația localității Ojhiv era vorbitoare de ucraineană (100%).